# Ala Zuper
Ala Petrowna Zuper (belarussisch Ала Цупер, international auch als Alla Tsuper transkribiert; * 16. April 1979 in Riwne, Ukrainische SSR) ist eine belarussische Freestyle-Skierin in der Disziplin Aerials (Springen). Sie gewann in der Saison 2001/02 die Weltcup-Disziplinenwertung und wurde 2014 Olympiasiegerin.

## Werdegang
Zuper debütierte am 7. Dezember 1996 im Weltcup und errang dabei in Tignes den 26. Platz. Einen Monat später erreichte sie in Lake Placid mit dem vierten Rang ihre erste Top-10-Platzierung im Weltcup. Bei den Weltmeisterschaften 1997 in Iizuna Kōgen bei Nagano kam sie auf den 13. Platz. Im folgenden Jahr belegte sie bei ihrer ersten Olympiateilnahme 1998 am selben Ort den fünften Platz. Nach den Spielen wechselte sie vom ukrainischen zum belarussischen Verband. Im März 2000 erreichte Zuper mit dem zweiten Platz in Livigno ihre erste Weltcup-Podestplatzierung. In der Saison 2000/01 gewann sie in Blackcomb und in Mont-Tremblant ihre ersten Weltcupspringen. Hinzu kamen ein zweiter und ein dritter Platz. Damit erreichte sie den dritten Platz im Gesamtweltcup und den zweiten Platz im Aerials-Weltcup. Bei den Weltmeisterschaften 2001 in Whistler wurde sie Zehnte.
Zu Beginn der Saison 2001/02 siegte Zuper am Mount Buller. Im weiteren Saisonverlauf gewann sie auch die Weltcupspringen in Lake Placid und in Whistler. In Mont-Tremblant wurde sie zweimal Zweite und beendete die Saison auf den zweiten Platz im Gesamtweltcup sowie den ersten Rang im Aerials-Weltcup. Bei den Olympischen Winterspielen 2002 in Salt Lake City sprang sie auf den neunten Platz. In der Saison 2002/03 belegte sie den zweiten Platz in Fernie und zweimal den dritten Rang in Lake Placid. Bei den Weltmeisterschaften 2003 in Deer Valley sprang sie auf Platz 12. Danach folgte eine einjährige Pause. Ihr bestes Ergebnis in der Weltcupsaison 2004/05 war ein dritter Platz, bei den Weltmeisterschaften 2005 in Ruka wurde sie Fünfte.
Zu Beginn der Saison 2005/06 belegte Zuper am Mount Buller den zweiten und den dritten Rang. Es folgten im weiteren Verlauf der Saison ein Sieg in Apex, zweite Plätze in Špindlerův Mlýn und Davos sowie ein dritter Platz im Deer Valley. Bei den Olympischen Winterspielen 2006 in Turin wurde sie Zehnte. Die Saison beendete sie auf den achten Platz im Gesamtweltcup und den zweiten Rang im Aerials-Weltcup. In der folgenden Saison 2006/07 kam sie im Deer Valley auf den zweiten Platz. Bei den Weltmeisterschaften 2007 in Madonna di Campiglio verpasste sie mit dem vierten Rang knapp eine Medaille. In der Saison 2007/08, die sie auf den dritten Platz im Aerials-Weltcup beendete, siegte sie in Mont Gabriel, während sie in Inawashiro den zweiten Platz sowie in Davos den dritten Platz erzielte.
Im Januar 2009 gelang Zuper in Lake Placid der achte und bisher letzte Weltcupsieg. Bei den Olympischen Winterspielen 2010 in Vancouver kam sie auf den achten Platz. In der Weltcupsaison 2010/11 errang sie in Mont Gabriel und in Lake Placid jeweils den zweiten Platz. Danach legte sie eine über zweieinhalbjährige Pause ein, ehe sie zu Beginn der Saison 2013/14 in den Weltcup zurückkehrte. Ihren größten Erfolg hatte sie im Februar 2014 bei den Olympischen Winterspielen in Sotschi mit dem Gewinn der Goldmedaille. Dieser Erfolg war eher überraschend, zumal sie in den Weltcupspringen zuvor nicht über einen neunten Platz hinausgekommen war. Erneut machte Zuper eine längere Pause, die dieses Mal über drei Jahre dauerte. In der Weltcupsaison 2017/18 erreichte sie dreimal ein Top-10-Ergebnis. Zuper trat zu den Olympischen Winterspielen 2018 in Pyeongchang an. Sie erreichte das Finale, stand aber ihren letzten Sprung nicht richtig und wurde Vierte.

## Erfolge

### Olympische Spiele
- Nagano 1998: 5. Aerials
- Salt Lake City 2002: 9. Aerials
- Turin 2006: 10. Aerials
- Vancouver 2010: 8. Aerials
- Sotschi 2014: 1. Aerials
- Pyeongchang 2018: 4. Aerials

### Weltmeisterschaften
- Nagano 1997: 10. Aerials
- Whistler 2001: 11. Aerials
- Deer Valley 2003: 12. Aerials
- Ruka 2005: 5. Aerials
- Madonna di Campiglio 2007: 4. Aerials

### Weltcupwertungen

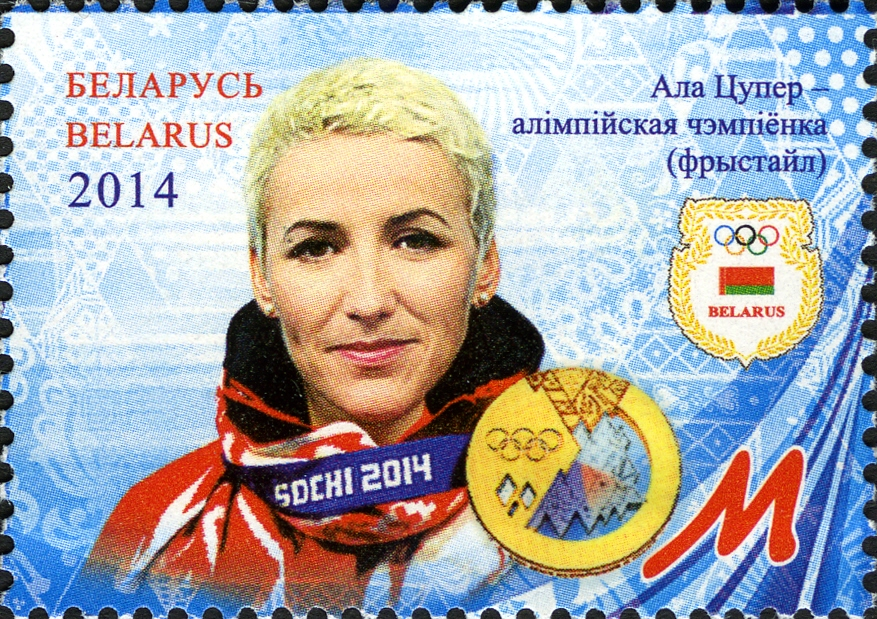
Zuper auf einer belarussischen Briefmarke (2014)

| Saison  | Gesamt | Gesamt | Aerials | Aerials |
| Saison  | Platz  | Punkte | Platz   | Punkte  |
| ------- | ------ | ------ | ------- | ------- |
| 1996/97 | 59.    | 37     | 19.     | 256     |
| 1997/98 | 89.    | 13     | 34.     | 76      |
| 1999/00 | 9.     | 86     | 4.      | 428     |
| 2000/01 | 3.     | 94     | 2.      | 468     |
| 2001/02 | 2.     | 98     | 1.      | 492     |
| 2002/03 | 34.    | 60     | 15.     | 360     |
| 2004/05 | 26.    | 28     | 9.      | 341     |
| 2005/06 | 8.     | 46     | 2.      | 507     |
| 2006/07 | 12.    | 36     | 5.      | 215     |
| 2007/08 | 12.    | 50     | 3.      | 453     |
| 2008/09 | 42.    | 22     | 14.     | 152     |
| 2009/10 | 65.    | 10     | 25.     | 63      |
| 2010/11 | 38.    | 23     | 11.     | 160     |
| 2013/14 | 49.    | 23     | 13.     | 117     |
| 2017/18 | 50.    | 26,00  | 11.     | 156     |
| 2019/20 | 115.   | 9,00   | 25.     | 63      |

### Weltcupsiege
Zuper errang im Weltcup bisher 27 Podestplätze, davon 8 Siege:
| Datum             | Ort            | Land       |
| ----------------- | -------------- | ---------- |
| 2. Dezember 2000  | Blackcomb      | Kanada     |
| 13. Januar 2001   | Mont-Tremblant | Kanada     |
| 9. September 2001 | Mount Buller   | Australien |
| 20. Januar 2002   | Lake Placid    | USA        |
| 27. Januar 2002   | Whistler       | Kanada     |
| 19. März 2006     | Apex           | Kanada     |
| 27. Januar 2008   | Mont Gabriel   | Kanada     |
| 18. Januar 2009   | Lake Placid    | USA        |

### Europacup
- Saison 1995/96: 1. Aerials-Disziplinenwertung
- 7 Podestplätze, davon 4 Siege

### Weitere Erfolge
- 1 Podestplatz im Nor-Am Cup